# Шнајдерски калфа
„Шнајдерски калфа” је југословенски ТВ филм из 1965. године. Режирао га је Јован Коњовић а сценарио је написан по комедији Јоакима Вујића.

## Улоге
| Глумац          | Улога |
| --------------- | ----- |
| Вера Чукић      |       |
| Љубомир Дидић   |       |
| Растислав Јовић |       |
| Ташко Начић     |       |
| Драган Оцокољић |       |
| Рената Улмански |       |
| Еуген Вербер    |       |